# Абдула I
Абдула I бин Хусейн (на арабски: عبد الله الأول بن الحسين) е първият крал на Йордания от 3 април 1949 до 20 юли 1951 г. и основател на династията Хашимити.

## Биография
През 1896 г. той е изпратен заедно с брат си в Истанбул в двора на османския султан, за да се обучава и в същото време като заложник от семейство Хашемити. В периода 1909 – 1916 г. той е депутат на турския парламент и негов заместник-председател. Той е свързан с английските власти в Египет и е министър на външните работи на щата Хиджаз. През 1920 г. е провъзгласен за крал на Ирак, но година по-късно е отстранен в полза на по-малкия си брат Фейсал I, изгонен от Сирия.
През 1936 г. по време на арабското въстание в Палестина той предлага услугите си като посредник и въпреки че арабите посрещат предложението му повече от хладно, тази стъпка сериозно укрепва позицията му и му позволява да представи план за създаването на Арабската федерация. Застрелян е на 20 юли 1951 г. от член на палестинската терористична организация на прага на джамията Ал-Акса в Източен Йерусалим. След смъртта му престолът е наследен от най-големия му син, принц Талал I, обявен за юридически некомпетентен поради психично заболяване, който скоро се отказва от трона в полза на сина си Хусейн.